# Hieronim Piotrowski
Hieronim Piotrowski, ps. „Jur”, „Mohort”, „Andrzej” (ur. 7 sierpnia?/20 sierpnia 1910 w Witebsku, zm. 16 stycznia 1947 w Brzuza) – oficer Wojska Polskiego, uczestnik II wojny światowej, żołnierz podziemia antykomunistycznego.
 

## Życiorys
Urodził się w zaborze rosyjskim, gdzie jego ojciec pracował jako prawnik. Po odzyskaniu przez Polskę niepodległości rodzina osiadła w Zamościu. Uczęszczał do gimnazjum hetmana Jana Zamoyskiego, gdzie w 1930 r. zdał maturę. Następnie rozpoczął studia prawnicze na Katolickim Uniwersytecie Lubelskim, po ich ukończeniu zgłosił się do odbycia zasadniczej służby wojskowej. Jako ochotnikowi przysługiwał mu wybór rodzaju broni, zdecydował się na służbę w artylerii. Został skierowany na naukę w Szkole Podchorążych Artylerii we Włodzimierzu, po jej ukończeniu służył w 3. Pułku Artylerii Ciężkiej w Wilnie. Służbę zakończył w 1936 r. w stopniu podporucznika. Po zakończeniu służby powrócił do cywila, gdzie pracował w Wilnie na stanowisku prokuratora.
 
Jeszcze przed wybuchem II wojny światowej został zmobilizowany. W składzie swego macierzystego pułku wziął udział w kampanii wrześniowej, walczył w Armii „Prusy”. Po zakończeniu działań wojennych udało mu się uniknąć niewoli, powrócił do Wilna, gdzie włączył się w działalność konspiracyjną. Początkowo działał w strukturach tzw. Kół Pułkowych, jednej z spontanicznie w tym czasie tworzonych grup konspiracyjnych. 28 grudnia 1939 roku Koła Pułkowe weszły w skład Związku Walki Zbrojnej i Hieronim Piotrowski stał się żołnierzem tej formacji.
Wraz z zaktywizowaniem działalności zbrojnej Armii Krajowej na Wileńszczyźnie włączył się w aktywną działalność zbrojną. Został dowódcą 1 plutonu kawalerii Oddziału Rozpoznawczego Komendanta Okręgu. W okolicach Lidy organizował zasadzki na niemieckie oddziały, w trakcie jednej z nich jego oddział zdobył m.in. działo przeciwpancerne z zapasem amunicji. Do jego zadań należała również ochrona stanowiska dowodzenia ppłk. Aleksandra Krzyżanowskiego znajdującego się w okolicach Wilna.
Jego oddział uniknął rozbrojenia przez Armię Czerwoną, dało mu się przedostać do Puszczy Nalibockiej, a następnie na teren Okręgu Nowogródek Armii Krajowej. Tu przystąpił do reorganizowania oddziału i podejmował akcje przeciwko niedobitkom wojsk niemieckich oraz powstającym strukturom komunistycznej władzy. Nawiązał współpracę z Oddziałem Samoobrony Czynnej Ziemi Wileńskiej. W styczniu 1945 r. podjął decyzję o wycofaniu swojego oddziału z terenu Nowogródczyzny i przejściu do Polski. W rejonie wsi Rowiny stoczył wielogodzinną bitwę z oddziałami NKWD i przedarł się do kraju. Włączył się w działalność Inspektoratu Białostockiego AK-AKO, w Puszczy Knyszyńskiej dowodził stworzonym przez siebie Zgrupowaniem „Piotrków”. Jego oddział 8 lipca 1945 r. stoczył bitwę z oddziałami ludowego Wojska Polskiego. Za swą postawę został awansowany do stopnia porucznika i odznaczony Krzyżem Walecznych. Jesienią włączył się w działalność struktur Zrzeszenie Wolność i Niezawisłość, objął funkcję komendanta Obwodu Sokółka–Białystok WiN. Doprowadził do uporządkowania struktur, wznowienia działalności konspiracyjnej, poprawy dyscypliny, wznowieniu wydawania prasy podziemnej oraz nawiązaniu kontaktu z władzami polskimi w Londynie.
W wyniku konfliktu ze swym przełożonym 16 lutego 1946 r. został zwolniony ze stanowiska komendanta obwodu. Po wyjaśnieniu sytuacji został skierowany do pracy konspiracyjnej do Obwodu Ostrów Mazowiecka WiN. Dla zwiększenia swej konspiracji używał tu pseudonimów „Mohort”, „Andrzej”. Uporządkował pracę Obwodu, udało mu się zorganizować liczne akcje zbrojne wymierzone przeciwko siłom bezpieczeństwa w powiatach Węgrów i Radzymin, jedna z nich miała miejsce pod Rembertowem. Ze swego oddziału wydzielił pododdział dowodzony przez ppor. Stanisława Łaneckiego, który 25 listopada 1946 r. dokonał rozbicia więzienia w Pułtusku.
Udana akcja podziemia spowodowała rozpoczęcie przez funkcjonariuszy Urzędu Bezpieczeństwa szeroko zakrojonych poszukiwań Hieronima Piotrowskiego. Oddziały KBW i UB 16 stycznia 1947 r. otoczyły jego grupę we wsi Brzuza. Zginął w trakcie walki, jego ciało zostało przewiezione do Węgrowa i pochowane w nieznanym miejscu.
 

## Życie prywatne
W maju 1939 r. zawarł związek małżeński z Krystyną Żeromską.
 

## Odznaczenia
- Krzyż Walecznych,
- Złoty Krzyż Zasługi z Mieczami

## Upamiętnienie
Imię Hieronima Piotrowskiego nosi szkoła podstawowa w Brzuzie. Postać Hieronima Piotrowskiego upamiętniono w Łochowie, gdzie przy zbiegu ul. Armii Krajowej i parku „Dębinka”, znajduje się jego pomnik. W 2016 r. Minister Obrony Narodowej awansował go na stopień kapitana.